# Björn Andrae
Björn Andrae (* 14. Mai 1981 in Berlin) ist ein ehemaliger deutscher Volleyball-Nationalspieler und mehrfacher Volleyballer des Jahres. Mit der deutschen Nationalmannschaft erreichte er einen fünften Platz bei den Olympischen Spielen und Top-Ten-Ergebnisse bei Welt- und Europameisterschaften. Er war für viele Vereine im Ausland und in der deutschen Bundesliga aktiv und gewann mit ihnen mehrere Meisterschaften und Pokale. Zuletzt spielte Andrae von 2018 bis 2023 für die SWD Powervolleys Düren.

## Karriere Hallenvolleyball

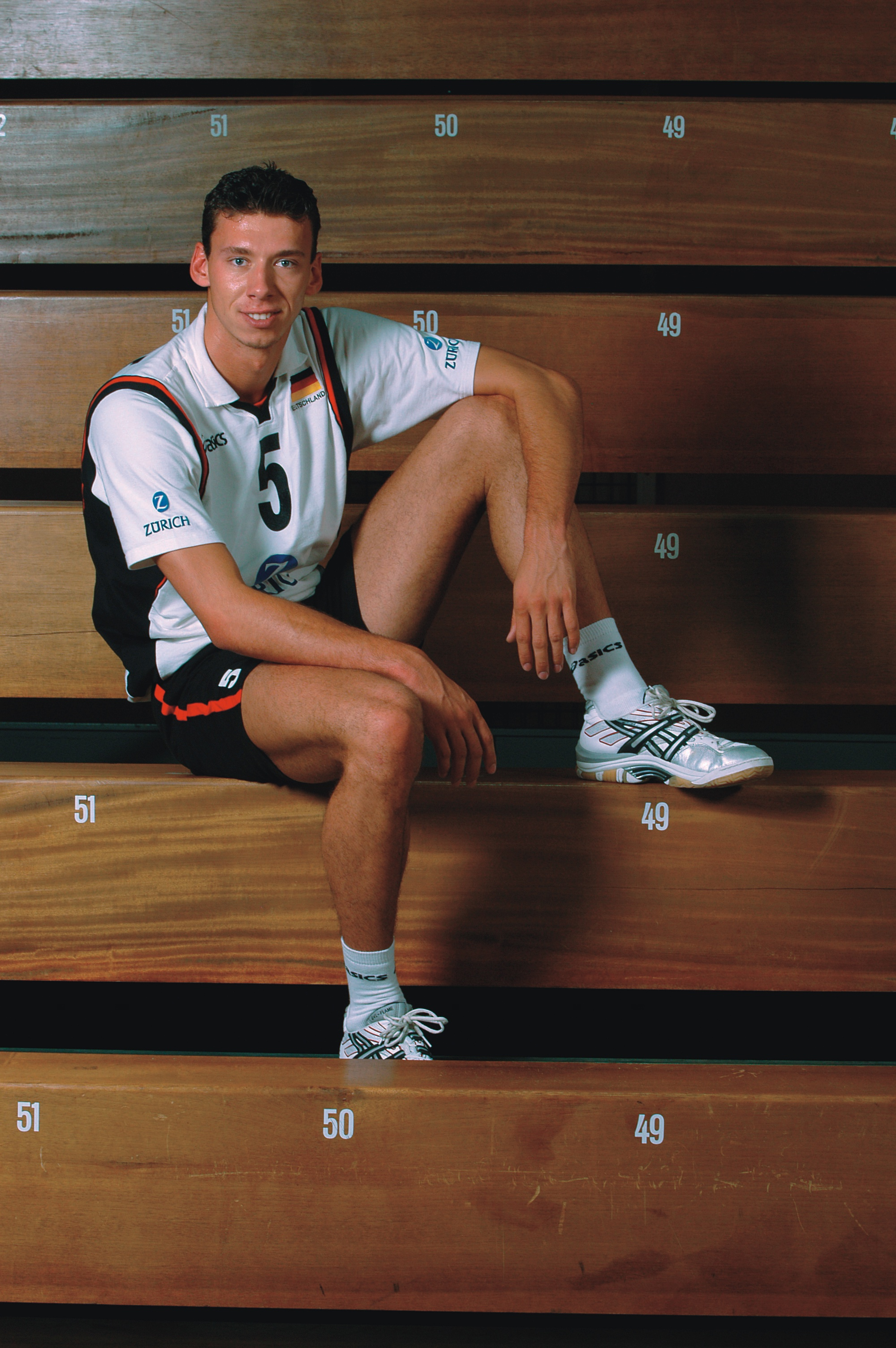
Björn Andrae 2006

Björn Andrae begann seine Karriere 1993 in seiner Heimatstadt beim SCC Berlin, mit dem er 2000 DVV-Pokalsieger wurde. Nachdem er 1999 entscheidenden Anteil daran hatte, dass die Jugend-Nationalmannschaft das EM-Finale erreichte, holte Stelian Moculescu ihn ein Jahr später zum VfB Friedrichshafen und berief ihn anschließend auch in die A-Nationalmannschaft. Mit seinem neuen Verein schaffte Andrae 2001 und 2002 das Double. 2003 gewann er erneut den DVV-Pokal. Bei der anschließenden EM in Deutschland konnte er jedoch wegen einer Verletzung nicht mitwirken.
In der nächsten Saison spielte er erstmals in Italien bei Noicom Cuneo. Die deutschen Volleyball-Fans würdigten seine Leistungen 2004 mit der Wahl zum Volleyballer des Jahres. Diesen Titel konnte er in den folgenden beiden Jahren verteidigen. 2005 wechselte er innerhalb Italiens zu Semprevolley Padua. Bei der Weltmeisterschaft 2006 in Japan erreichte er mit der Nationalmannschaft den neunten Platz. Nach dem fünften Rang bei der Europameisterschaft 2007 in Russland verließ er Italien und ging zum polnischen Verein PZU AZS Olsztyn. Mit der Nationalmannschaft erreichte er bei den Olympischen Spielen in Peking im August 2008 den neunten Platz. In der Saison 2008/09 spielte Björn Andrae in Griechenland für Panathinaikos Athen, 2009/10 in Italien für Tonno Callipo Vibo Valentia und von 2010 bis 2013 in Russland bei VK Kusbass Kemerowo. Bei den Olympischen Spielen in London 2012 erreichte er den fünften Platz. Danach beendete er seine Nationalmannschafts-Karriere. 2013 wechselte Andrae zum russischen Vizemeister Ural Ufa. Anfang 2014 wechselte er während der Saison erneut nach Kemerowo.
2015 kehrte Andrae in die Bundesliga zurück und spielte zunächst beim VfB Friedrichshafen. Mit dem Verein wurde er in der Saison 2015/16 deutscher Vizemeister. Anschließend wechselte er zum Ligakonkurrenten Netzhoppers KW Bestensee. Im Playoff-Viertelfinale 2017 unterlag er mit den Netzhoppers seinem vorherigen Verein. Ein Jahr später verpasste Königs Wusterhausen mit Andrae als Tabellenneunter die Playoffs. Ende November 2018 verkündeten die SWD Powervolleys Düren die nachträgliche Verpflichtung des Außenangreifers. Mit Düren erreichte er in der Saison 2018/19 das Halbfinale im DVV-Pokal und das Viertelfinale in den Bundesliga-Playoffs. Im DVV-Pokal 2019/20 kam er mit den SWD Powervolleys ins Finale, das die Mannschaft gegen die Berlin Recycling Volleys verlor. Als die Bundesliga-Saison kurz vor den Playoffs abgebrochen wurde, stand Düren auf dem sechsten Tabellenplatz. In der Saison 2020/21 unterlagen die SWD Powervolleys im Playoff-Halbfinale gegen Berlin und wurden Dritter. In der folgenden Saison schied Düren mit Andrae im Viertelfinale des DVV-Pokals aus. Das Playoff-Halbfinale verlor die Mannschaft ebenfalls gegen den VfB Friedrichshafen und belegte damit erneut den dritten Platz in der Meisterschaft. Im Dezember 2021 wurde Andrae zum vierten Mal zum Volleyballer des Jahres gewählt. In der Saison 2022/23 spielte Andrae mit den SWD Powervolleys in der Gruppenphase der Champions League. Im DVV-Pokal 2022/23 erreichte er mit seiner Mannschaft das Finale, das in Mannheim gegen die Berlin Recycling Volleys verloren ging. Die Bundesliga-Saison endete für Düren im Playoff-Halbfinale ebenfalls gegen Berlin. Anschließend beendete Andrae seine Karriere.

## Karriere Beachvolleyball
Auch beim Beachvolleyball war Björn Andrae aktiv. 1999 wurde er mit Sven Glinker deutscher A-Jugend-Meister. Mit seinem Partner Marcus Popp wurde er 2009 deutscher Vizemeister.